# Louis Alexandre Andrault de Langeron
El Conde Louis Alexandre Andrault de Langeron (en ruso: Алекса́ндр Фёдорович Ланжеро́н; 24 de enero de 1763 - 16 de julio de 1831), nacido en París, fue un soldado al servicio, primero, del Reino de Francia, y después del Imperio ruso.

## Primeros años

Escudo de Armas de la Casa de Andrault.

Langeron, un miembro de una familia noble de Nivernais, sostuvo los títulos de conde de Langeron, marqués de la Coste, barón de Cougny, de la Ferté y de Sassy, y señor du Mont, de Bazolle de l'Isle de Mars y d'Alligny. Entró en el Ejército francés a la edad de 15 años como Teniente Segundo en el Regimiento de Gardes Françaises y fue enviado a Caracas y después a Saint-Domingue entre 1782 y 1783. Promovido a capitán en el Regimiento Condé-Dragons, participó en la Guerra de Independencia Americana. En 1786, Langeron fue promovido a teniente-coronel en el Regimiento Médoc, y en 1788 se convirtió en coronel en el Regimiento Armagnac.

## Guerras Revolucionarias francesas

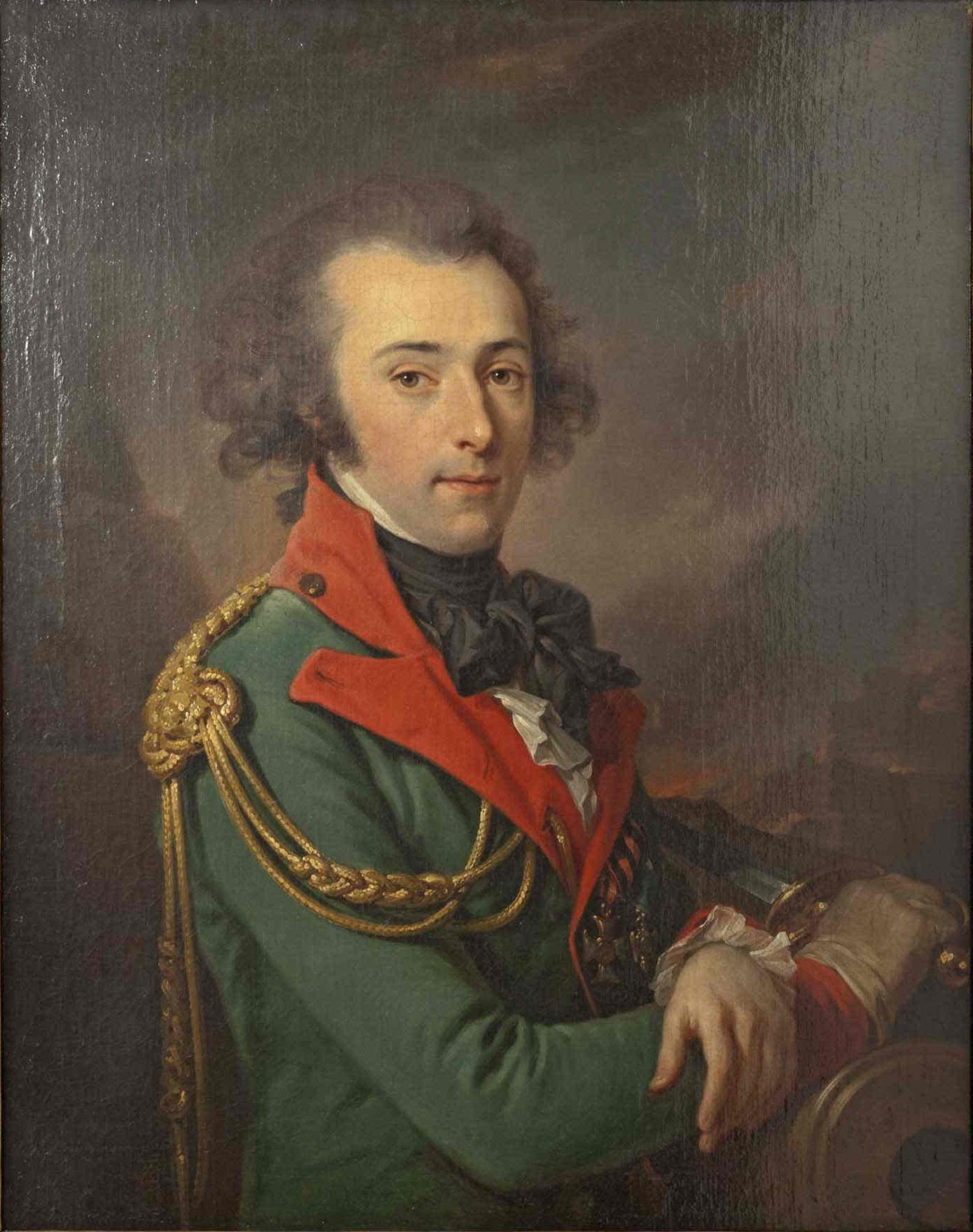
Louis Alexandre Andrault de Langeron en un retrato.

Siendo un realista, Langeron abandonó Francia a inicios de la Revolución francesa y entró en el servicio ruso en 1790 como coronel en el Regimiento Siberiano de Granaderos. Se distinguió en batalla contra Suecia y después en la Guerra ruso-turca (1787-1792). Acompañado por el duque de Fronsac y el Príncipe Carlos de Ligne, hijo del famoso diplomático austriaco Carlos-José, Príncipe de Ligne, estuvo presente en la captura de Izmail por Aleksandr Suvórov, donde fue herido. Se le dio permiso de ausencia para servir en el Ejército émigré contra la Francia revolucionaria, y después de retornar a Rusia fue enviado al Ejército austriaco en los Países Bajos como observador. Fue promovido al mando de brigada en 1796 y se convirtió en mayor general en 1797 y en teniente general en 1798.

## Guerras napoleónicas
Comandó la segunda columna del Ejército austro-ruso en la batalla de Austerlitz, y deshonrado después de la batalla perdida, fue enviado a Odesa. En 1815, se convirtió en gobernador de Nueva Rusia.
Entre 1806 y 1811, participó en la guerra ruso-turca (1806-1812) y sirvió en el Ejército de Moldavia contra los otomanos. Luchó en Giurgiu, Silistra, Frasin, Derekoy, y Ruse, por lo que fue ascendido a General de Infantería. En 1812, Langeron recibió el mando de un cuerpo en el Ejército del Danubio con el que luchó en Brest-Litovsk y en Berézina. En 1813, fue puesto al cargo del bloqueo de Thorn, hasta su toma el 16 de abril, y más tarde ese mismo año comandó un cuerpo en Koenigswarte, Bautzen, Siebeneichen, Lowenberg, Katzbach, y Leipzig. Al año siguiente, participó en la campaña francesa, durante la que combatió en las batallas de Soissons, Craonne, Laon, Reims, La Fère-Champenoise, y París, donde toma Montmartre. A finales de 1814, Langeron recibió el mando del 4.º y 6.º Cuerpos en Volinia. Durante los Cien Días, él y sus tropas marcharon sobre Francia, pero solo habían alcanzado el centro de Alemania para cuando Napoleón fue derrotado en Waterloo el 18 de junio de 1815.

## Últimos años

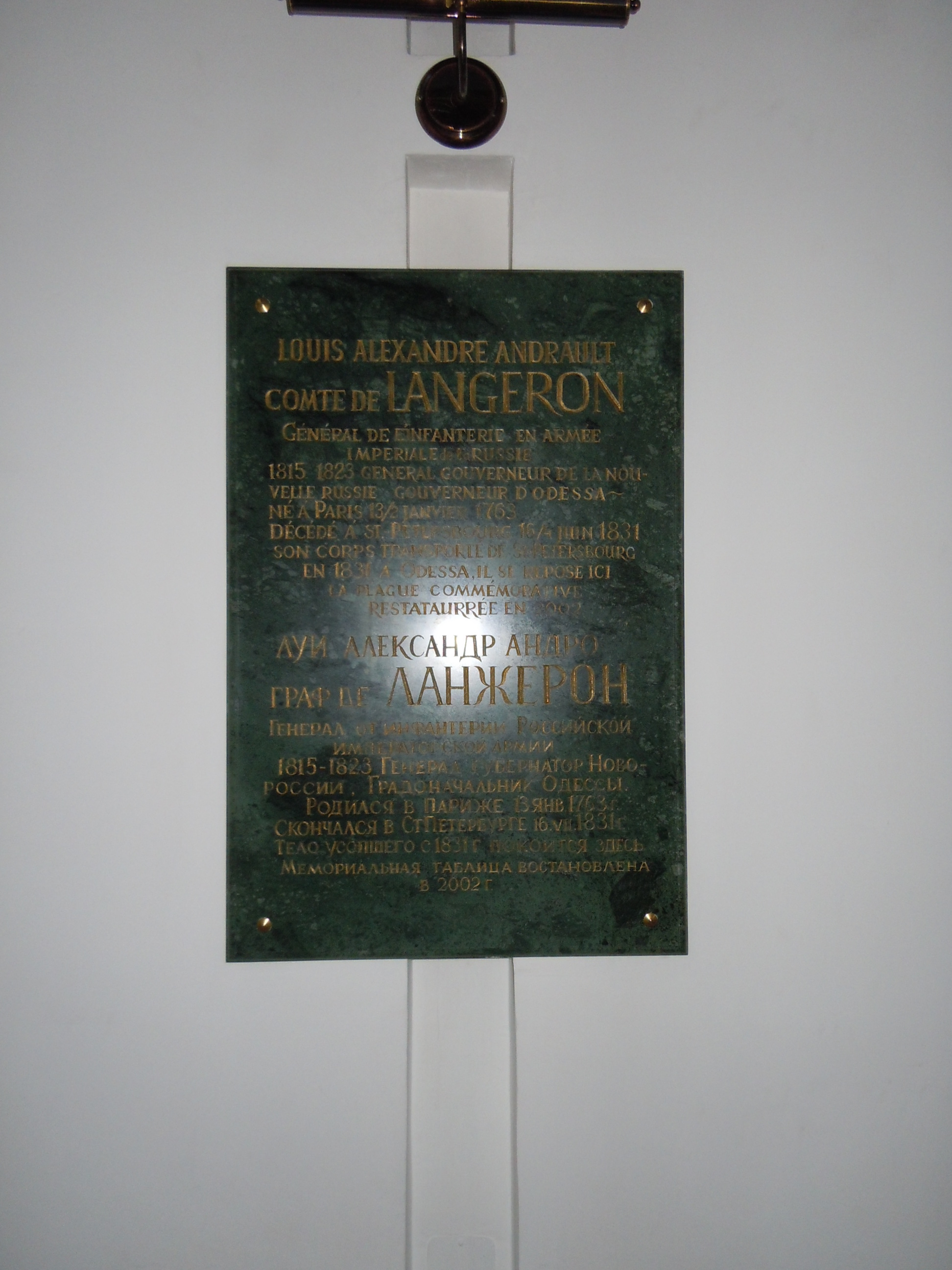
Tumba de Langeron en la Catedral de la Asunción de Odesa.

Después de un breve retorno a Francia, durante la Restauración Borbónica, Langeron retornó a Odesa donde fue elegido Gobernador Militar de Jersón y Odesa, el comandante en jefe del Bug y de los Cosacos del mar Negro, y Gobernador de Yekaterinoslav, Jersón, y Crimea. Las exportaciones continuaron creciendo bajo su gobierno, hasta 40 millones de rublos en 1817. En Odesa, Langeron abrió el Liceo Richelieu para la élite: solo los hijos de mercaderes e inmigrantes griegos podían enrolarse. Durante la tenencia de Langeron, se empezó la construcción de los Jardines Botánicos de Odesa y del Boulevard Primorsky. La legislación de mayor alcance en el término de Langeron fue que el Puerto de Odesa fue declarado puerto libre en 1819, lo que permitía la venta y almacenamiento de bienes importados sin aranceles aduaneros. En la actualidad Odesa tiene una calle y una playa con el nombre en honor a Langeron.
En 1823, Langeron fue liberado de estas obligaciones por causa de su pobre salud, y viajó a Francia hasta 1825. Después de la revuelta Decembrista, Langeron fue seleccionado miembro del penal sentenciador. Llamado a principios de la Guerra ruso-turca (1828-1829), luchó contra los turcos en varias batallas hasta que fue remplazado por Hans Karl von Diebitsch. Langeron murió durante una epidemia de cólera en 1831.